# Heinz Ptaczynski
Heinz Ptaczynski (* 26. August 1953) ist ein ehemaliger deutscher Fußballspieler. Er absolvierte in den Jahren 1975 bis 1977 insgesamt 51 Spiele in der 2. Fußball-Bundesliga für Westfalia Herne und erzielte dabei drei Tore. 

## Laufbahn
Zur letzten Saison der alten zweitklassigen Fußball-Regionalliga West, 1973/74, kam der Mittelfeldspieler Heinz Ptaczynski von TSV Marl-Hüls aus der Verbandsliga Westfalen zur Mannschaft vom Stadion am Schloss Strünkede nach Herne. Unter den Trainern Karlheinz Mozin und Helmut Gans (ab April 1974) kam der Ex-Amateur auf 14 Regionalligaeinsätze (1 Tor). SC Westfalia 04 belegte den 17. Platz und fand dadurch keine Aufnahme in die neue 2. Bundesliga zur Saison 1974/75. Der junge Ptaczynski erlebte diese sportlich unbefriedigende Runde an der Seite von Stammtorhüter Bernhard Hartmann und den Routiniers Idriz Hosic, Gerd Wiesemes und Dieter Walendi.
Die Mannschaft vom Schloss erspielte sich aber nach dem Trainerwechsel hin zu Heinz Murach ab November 1974 zuerst in der Verbandsliga Westfalen die Staffelmeisterschaft; in zwei Spielen gegen SV Arminia Gütersloh die Westfalenmeisterschaft und schließlich in der Aufstiegsrunde gegen die Konkurrenten Spandauer SV und VfB Oldenburg souverän mit 7:1 Punkten den Aufstieg in die 2. Bundesliga. In der Verbandsliga hatte der Mittelfeldrackerer 32 Ligaspiele absolviert und dabei zwei Tore erzielt. Goalgetter Jochen Abel erzielte in 29 Spielen 32 Tore. Im ersten Jahr in der 2. Bundesliga, 1975/76, belegte das Team von Mäzen Erhard Goldbach den zehnten Rang und Ptaczynski war in 36 (2) Spielen zum Einsatz gekommen. Im zweiten Jahr, 1976/77 löste Ivica Horvat ab Januar 1977 Murach als Trainer von der Westfalia ab und Ptaczynski verlor seinen Stammplatz an die Akteure Herbert Bals, Sören Busk und Karl-Heinz Brücken. Nach weiteren 15 Zweitligaeinsätzen mit einem Tor beendete er im Sommer 1977 seine Profilaufbahn und schloss sich zur Runde 1977/78 dem SC Recklinghausen in der Verbandsliga Westfalen an.